# 生物多様性の観点から重要度の高い海域
生物多様性の観点から重要度の高い海域（せいぶつたようせいのかんてんからじょうじゅうどのたかいかいいき）は、環境省によって選定された、生物多様性を保全する観点から重要度が高い日本国内の321ヶ所の海域である。2016年（平成28年）4月22日に公表された。

## 抽出基準
2008年に開催された生物の多様性に関する条約（生物多様性条約）の第9回締約国会議 (COP9) で示された生態学的あるいは生物学的に重要な海域（EBSA）のクライテリアに、独自基準を1つを追加した次の基準に基づいて、抽出を行っている。
- 唯一性、又は希少性
- 種の生活史における重要性
- 絶滅危惧種又は減少しつつある種の生育・生息地
- 脆弱性、感受性又は低回復性
- 生物学的生産性
- 生物学的多様性
- 自然性
- 典型性・代表性

## 一覧

### 沿岸域
沿岸域では270ヶ所が抽出されている。
- サロベツ沿岸
- 野寒布岬周辺
- 宗谷岬周辺
- 海驢島周辺
- ポロ沼沿岸
- クッチャロ湖沿岸
- 枝幸沿岸
- オホーツク沿岸
- 知床（斜里・ウトロ）側
- 知床（羅臼）側
- 国後島周辺
- 択捉島周辺
- 納沙布・歯舞・色丹周辺
- 野付周辺
- 厚岸周辺
- 十勝川河口周辺
- 襟裳岬周辺
- 鵡川・沙流川河口周辺
- 室蘭周辺
- 噴火湾南部
- 亀田半島周辺
- 陸奥湾沿岸
- 下北半島沿岸
- 尻屋半島周辺
- 小老部川河口周辺
- 中山崎南側沿岸
- 小川原湖沼群沿岸
- 三陸海岸北部
- 三陸海岸中南部
- 松島湾周辺
- 名取川・阿武隈川河口周辺
- 仙台湾浅海域
- 松川浦沿岸
- 高瀬川・請戸川河口
- 新舞子浜
- 小名浜港周辺
- 那珂川河口周辺
- 犬吠埼周辺
- 一宮川河口周辺
- 夷隅川河口周辺
- 勝浦・鴨川沿岸
- 太海沿岸
- 野島崎周辺
- 東京湾口東側
- 小櫃川河口干潟周辺
- 養老川河口周辺
- 東京湾奥部
- 東京湾口西側
- 新島周辺
- 神津島周辺
- 大野原島周辺
- 三宅島周辺
- 御蔵島周辺
- 八丈島周辺
- 鳥島周辺
- 父島・母島列島周辺
- 北硫黄島周辺
- 相模湾沿岸
- 伊豆半島沿岸
- 大島秋の浜
- 大島南部
- 興津川河口周辺
- 駿河湾西域・御前崎・遠州灘沿岸
- 三河湾
- 知多半島西側沿岸
- 伊勢湾奥部
- 鈴鹿川河口周辺
- 鼓ケ浦周辺
- 志登茂川・安濃川、岩田川河口周辺
- 伊勢湾南部（宮川）周辺
- 伊勢・志摩周辺
- 枯木灘・串本周辺
- 田辺・白浜・御坊周辺
- 湯浅湾西広海岸
- 和歌山・友が島周辺
- 淡路島由良
- 吉野川、那賀川河口周辺
- 蒲生田岬周辺
- 由岐・日和佐沿岸
- 淡路島北部鹿の瀬
- 加古川河口周辺
- 大阪湾奥部
- 男里川河口
- 大阪湾
- 赤穂・千種川河口周辺
- 小豆島北東部
- 小田湾・津田湾周辺
- 備讃・直島諸島周辺
- 塩飽諸島周辺
- 財田川・柞田川河口周辺
- 高梁川河口周辺
- 笠岡沿岸
- 芦田川河口周辺
- 松永湾周辺
- 生口島・因島周辺
- 大崎上島北部
- 三津口湾周辺
- 豊島南部
- 黒瀬川河口周辺
- 関川河口周辺
- 高須海岸・河原津干潟
- 柳原・鹿峰・和田
- 重信川河口周辺
- 中島南海岸
- 倉橋島東部沿岸
- 太田川・八幡川河口周辺
- 宮島
- 錦川河口周辺
- 周防大島東部
- 周防大島西部
- 八島
- 長島・祝島周辺
- 大津島・笠戸島周辺
- 牟岐、出羽島・大島周辺
- 海部・穴喰沿岸
- 佐喜浜
- 室戸岬周辺
- 浦戸湾・桂浜周辺
- 土佐横浪
- 興津・四万十川河口周辺
- 足摺岬周辺
- 沖の島・柏島、足摺周辺
- 宇和島周辺
- 長浜・肱川河口周辺
- 豊後水道蒲戸崎周辺
- 臼杵、佐志生・関崎沿岸
- 大野川・丹生川河口周辺
- 別府湾北部
- 姫島周辺
- 周防灘南部
- 豊予海峡
- 佐伯湾、番匠川周辺
- 豊後水道鶴御崎周辺
- 日向灘蒲江沿岸
- 日向灘土々呂周辺
- 日向灘中部砂浜
- 都井岬・志布志湾周辺
- 佐多岬沖
- 種子島東部
- 種子島喜志鹿崎周辺
- 馬毛島
- 種子島南部
- 種子島西部
- 屋久島
- 口之島
- 中之島
- 諏訪之瀬島
- 悪石島
- 奄美大島南西部
- 奄美大島笠利湾周辺
- 奄美大島北東部
- 喜界島
- 徳之島
- 沖永良部島
- 伊是名・伊平屋周辺
- 沖縄島中北部沿岸
- 沖縄島中南部
- 宜野湾沿岸
- 残波岬・真栄田周辺
- 名護湾周辺
- 慶良間諸島
- 渡名喜島
- 久米島
- 宮古島周辺
- 多良間島
- 水納島
- 西表・石垣島
- 波照間島
- 錦江湾奥部
- 西桜島水道
- 錦江湾中央部
- 錦江湾前之浜周辺
- 指宿沿岸・長崎鼻周辺
- 佐多岬周辺
- 野間岬周辺
- 吹上浜
- 串木野沿岸
- 野母崎沖
- 天草・八代海南部
- 八代海北東部
- 有明海沿岸
- 橘湾、前ノ島・向島周辺
- 野母崎周辺
- 長崎港周辺
- 大村湾諫早
- 大村湾南部
- 大村湾北部
- 九十九島周辺
- 橘湾、茂木沿岸
- 五島列島
- 平戸、志々伎湾周辺
- 鹿町周辺
- 松浦・伊万里湾周辺
- 壱岐島・唐津湾・福岡湾一帯
- 対馬
- 大島・地島周辺
- 遠賀川河口周辺
- 曽根干潟周辺
- 小月干潟・厚狭川河口周辺
- 厚東川河口干潟
- 山口湾・大海湾周辺
- 響灘南部
- 響灘（蓋井島・下関市沿岸）周辺
- 油谷湾周辺
- 深川湾・仙崎湾・青海島周辺
- 櫃島・大島周辺
- 宇田周辺
- 見島
- 見島沖
- 日御碕・十六島周辺
- 島根半島沿岸東部
- 美保湾
- 松河原沿岸
- 八橋海岸
- 隠岐諸島、島前
- 鳥取砂丘沿岸
- 竹野海岸、円山川河口周辺
- 若狭湾
- 越前海岸・加賀海岸
- 玄達瀬
- 松出し・大グリ
- 能登半島
- 七尾湾・富山湾南部
- 七ツ島周辺
- 能登半島沖
- 越中、宮崎・境海岸周辺
- 柏崎沿岸
- 寺泊・信濃川河口周辺
- 佐渡島、沢崎鼻周辺
- 佐渡島中北部
- 笹川流周辺
- 鼠ヶ関沿岸
- 加茂・油戸周辺
- 浜中、赤川河口周辺
- 粟島
- にかほ沿岸
- 飛島
- 雄物川河口周辺
- 男鹿半島周辺
- 白神沿岸
- 七里長浜
- 津軽半島北部
- 松前半島南部
- 函館沖
- 尾花岬周辺
- 茂津多岬周辺
- 弁慶岬周辺
- 積丹半島
- 石狩湾
- 苫前沿岸
- 天売島・焼尻島
- 利尻島
- 礼文島
- 聟島・媒島・北之島周辺
- 南大東島
- 北大東島
- 沖大東島
- 与那国島
- 与論島
- 宝島
- 甑島列島
- 男女群島
- 五島列島南沖
- 肥前鳥島
- 沖ノ島北東沖
- 沖ノ島
- 隠岐諸島、島後
- 舳倉島周辺
- 渡島大島
- 奥尻島

### 沖合表層域
沖合表層域では20ヶ所が抽出されている。
親潮・亜寒帯海域4
- 親潮・亜寒帯海域（沖合部）
- 本州東方混合水域
- 黒潮続流・冷水塊海域
- 黒潮東方分岐海域
- 黒潮続流・暖水塊海域
- 黒潮・本州海域
- 小笠原周辺海域
- 西ノ島周辺海域
- 黒潮反流(一部）
- 大東諸島周辺海域
- 黒潮・亜熱帯海域
- 九州南西・渦状水塊
- 東シナ海海域
- 日本海・対馬暖流海域
- 日本海・佐渡北部海域
- 日本海・津軽海峡周辺海域
- 武蔵堆周辺表層海域
- オホーツク海海域
- オホーツク海・国後・択捉海域

### 沖合海底域
沖合海底域では31ヶ所が抽出されている。
- 知床堆・北見大和堆周辺
- 釧路海底谷周辺
- 日本海溝・伊豆・小笠原海溝
- 北海道南部・下北周辺
- 東北沿岸海底谷
- 磐城・第3・第4鹿島海山
- 小笠原海台北部
- 相模トラフ・南部海山
- 硫黄島海嶺西側斜面
- 南硫黄島南・海山群
- 北マリアナ海溝
- 伊豆諸島・七島・硫黄島西海山群
- 南海トラフ・駿河湾・九州海域
- 南海トラフ南端
- 琉球海溝北部
- 九州・パラオ海嶺（中部）
- 沖大東海嶺北部
- 沖大東海嶺
- 九州・パラオ海嶺（南部）
- 琉球海溝
- 南西諸島・沖縄トラフ
- 五島列島南部
- 対馬北西部
- 隠岐諸島北部
- 若狭湾北部
- 大和堆周辺
- 舳倉島北部
- 富山湾・富山海底谷
- 男鹿半島西部
- 渡島半島西部
- 武蔵堆